# Amerindo Camilli
Amarinto Pietro Mario Camilli, detto Amerindo (Servigliano, 3 dicembre 1879 – Firenze, 23 febbraio 1960), è stato un filologo e linguista italiano.

## Biografia
Visse per lo più a Firenze, in contatto con Bruno Migliorini, Piero Fiorelli e altri studiosi, fiorentini o attivi nel capoluogo toscano.
È ricordato per i suoi studi, fra l'altro, di dialettologia e grammatica italiana, di metrica latina, di filologia dantesca, di letteratura italiana delle Origini.
Ma il Camilli fu soprattutto un insigne studioso di fonetica, e un divulgatore in Italia, presso un più largo pubblico cólto, di questa disciplina. Peraltro egli non intese mai la fonetica in senso angustamente tecnico o specialistico, ma ebbe coscienza, umanisticamente, del suo significato culturale e sociale.
Consigliere (fin dal 1912) dell'Associazione fonetica internazionale, era in contatto col grande fonetista inglese Daniel Jones.
Il suo denso e stimolante Pronuncia e grafia dell'italiano (I ed., Firenze 1941) è tuttora fondamentale per qualunque studio sulla fonetica e l'ortografia dell'italiano. (Nella III ed., del 1965 — e poi nella IV, e ultima, del 1971 —, il libro è arricchito di numerose annotazioni e giunte del Fiorelli.)
Si ricorda anche il Trattato di prosodia e metrica latina (1949).
Il Camilli era amico di Benedetto Croce.